# Oospila obeliscata
Oospila obeliscata là một loài bướm đêm trong họ Geometridae.